# Anika Rodriguez
Anika Rodriguez (Torrance, 1 januari 1997) is een Amerikaans voetbalspeelster.

## Statistieken
| Seizoen | Club            | Land      | Competitie         | Wedstrijden | Doelpunten |
| ------- | --------------- | --------- | ------------------ | ----------- | ---------- |
| 2020    | Portland Thorns | Nederland | NWSL               | --          | --         |
| 2020/21 | PSV             | Nederland | Vrouwen Eredivisie | 1           | 0          |
| Totaal  | Totaal          | Totaal    | Totaal             | 1           | 0          |

Laatste update: september 2020
1 Evrard ·
2 Thrige ·
3 Hendriks ·
4 Buurman ·
5 Bross ·
6 Folkertsma ·
9 Smits ·
10 Ripa ·
11 Jansen ·
14 Strik ·
16 Alkemade ·
17 Jacobs ·
18 Dessing ·
19 Stoit ·
20 Nijstad ·
21 Lacroix ·
22 Derks ·
23 Kemper-Moorrees ·
24 Henschen ·
25 Frijns ·
26 Pondes ·
27 Xhemaili ·
29 Kalma ·
30 Verheijen ·
Coach: Ten Berge
· Assistent-coach: Van Dael